# Ghassate
Ghassate  (in arabo غسات‎?) è un centro abitato e comune rurale del Marocco situato nella provincia di Ouarzazate, regione di Drâa-Tafilalet. Conta una popolazione di 8 448 abitanti (censimento 2014).